# La Ricarda

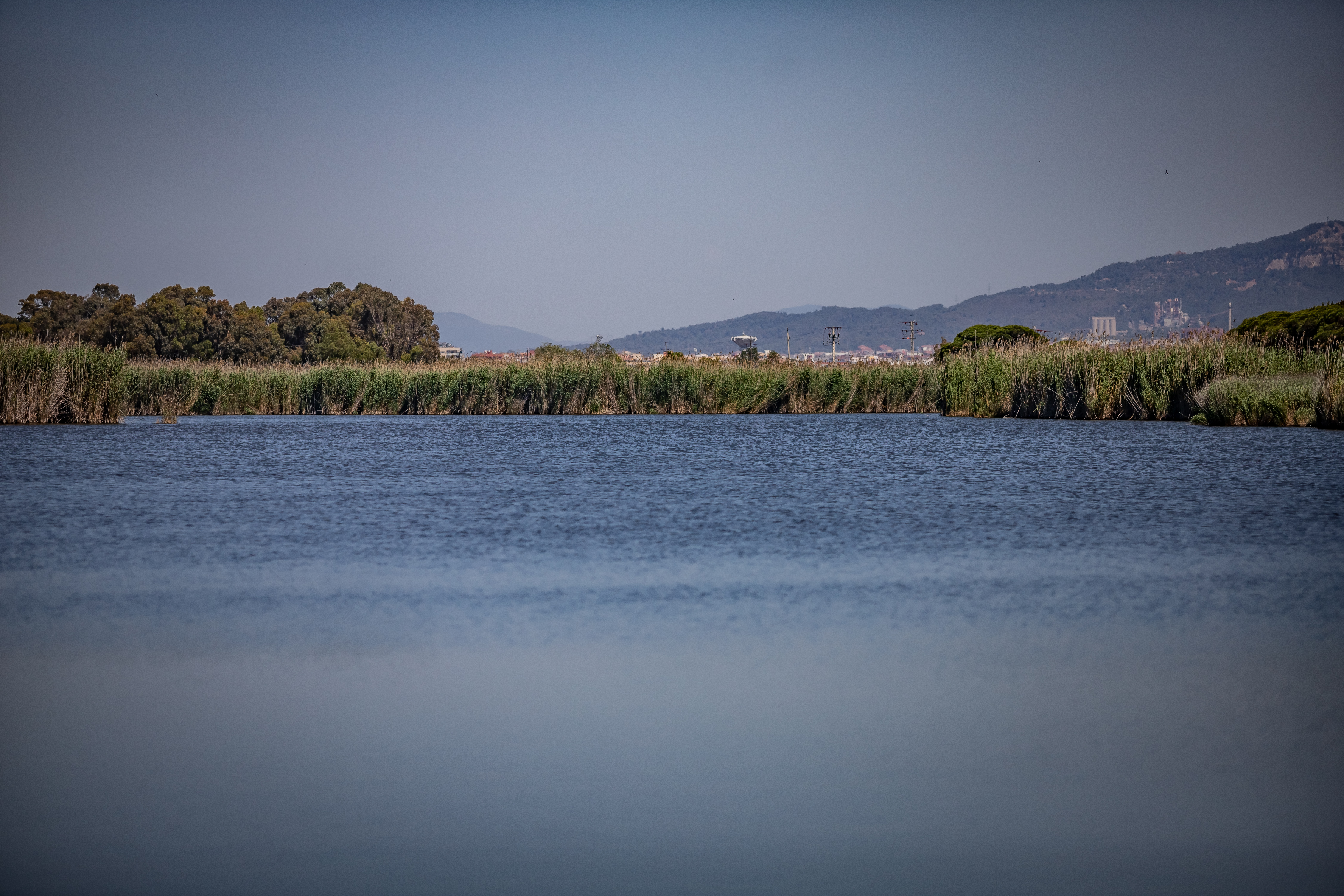
Detall de l'estany, al paratge natural de la Ricarda (el Prat de Llobregat).

La Ricarda és un dels espais naturals protegits del Delta del Llobregat. Situada al Prat de Llobregat (Baix Llobregat), té una extensió d'unes 135 hectàrees, és una zona protegida per la UE i inclou en el seu interior diversos hàbitats d'alt interès. El més conegut és l'estany de la Ricarda, però també n'hi ha d'altres, com pinedes litorals, sistemes dunars, maresmes i salicornars. La Ricarda, documentada ja al segle XVIII, és un dels paratges naturals més verges de tot el Delta del Llobregat.
A més d'aquests hàbitats naturals, dins de la Ricarda trobem diversos edificis singulars i catalogats. El més remarcable és la Casa Gomis, protegida com a Bé Cultural d'Interès Nacional i una de les obres mestres de l'arquitectura racionalista a Catalunya, obra d'Antoni Bonet Castellana. La Casa Gomis és des del 2025 titularitat del ministeri de Cultura, que hi voldria instal·lar-hi un centre cultural.
La Ricarda està amenaçada pels plans d'ampliació de l'aeroport Josep Tarradellas Barcelona-El Prat. Aquests plans han generat una forta polèmica i un important moviment d'oposició.

## Descripció

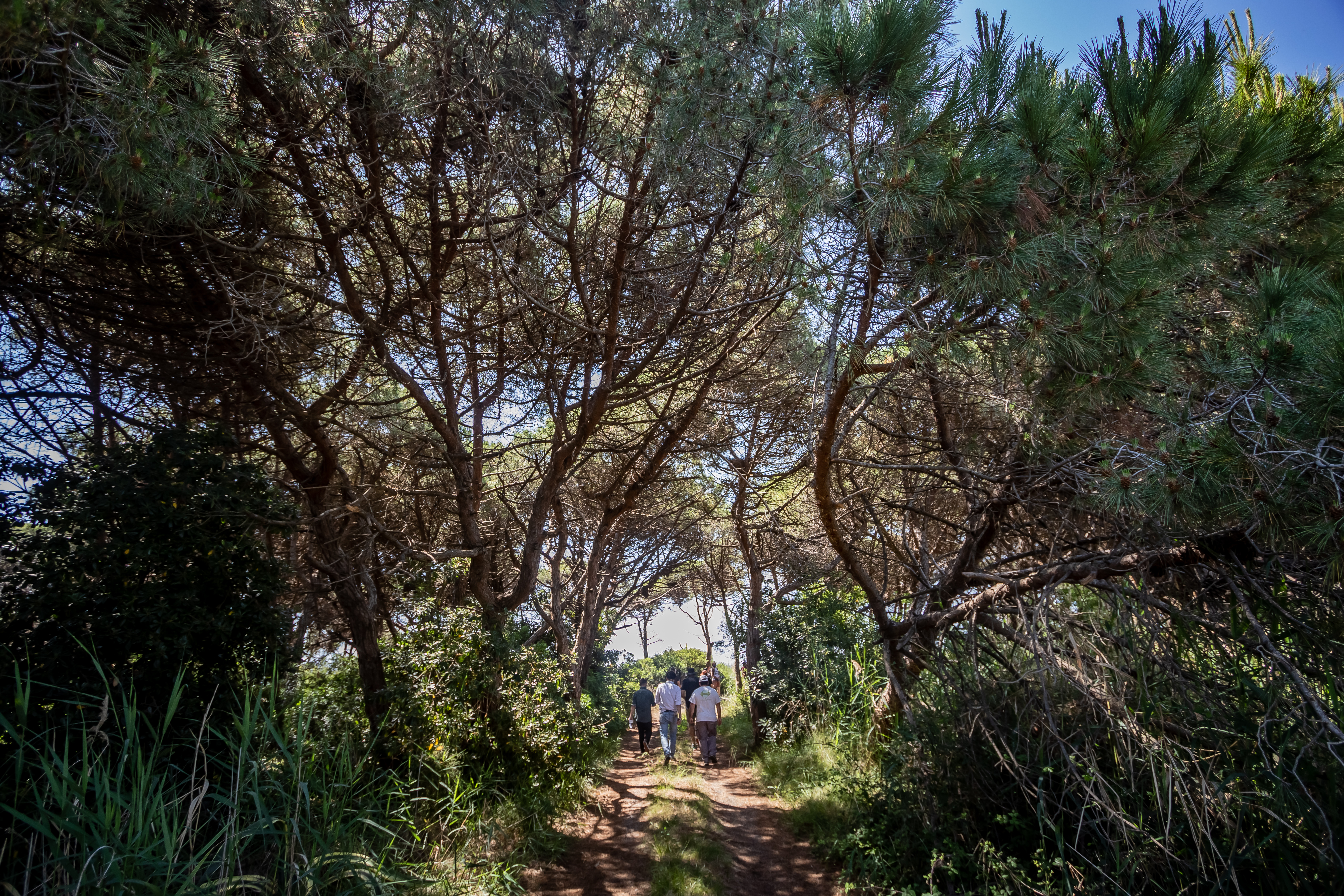
Detall d'una pineda litoral, al paratge natural de la Ricarda.

El paratge natural de la Ricarda ocupa unes 135 hectàrees i està limitat per la carretera de la platja i l'aeroport del Prat, al nord i a l'oest, per la platja del Prat i el mar Mediterrani, al sud, i altres espais naturals i agrícoles del Delta del Llobregat, a l'oest. La pràctica totalitat de les 135 hectàrees està protegida com a zona ZEPA.
La Ricarda acull zones agrícoles, així com diversos hàbitats deltaics. Entre ells, hi ha dos estanys, el de la Ricarda, d'unes 29 hectàrees, i el de la Magarola, d'unes 3,2. El de la Ricarda és un antic braç del riu Llobregat que ja va ser documentat en mapes a mitjan segle XVIII i que s'obre al mar en el seu extrem més al sud.
A més dels dos estanys, el paratge de la Ricarda acull altres hàbitats. Entre ells, s'hi compten alguns dels vestigis millor conservats de les característiques pinedes litorals del Delta del Llobregat, on creixen algunes espècies d'orquídees, així com maresmes i salicornars.

La Ricarda acull també diversos edificis singulars, com la masia del cal Vallejo o torre de la Ricarda, recollida al catàleg de patrimoni arquitectònic del Prat de Llobregat,  i la Casa Gomis, obra racionalista protegida com a BCIN.

Imatges de diversos hàbitats naturals, al paratge de la Ricarda.
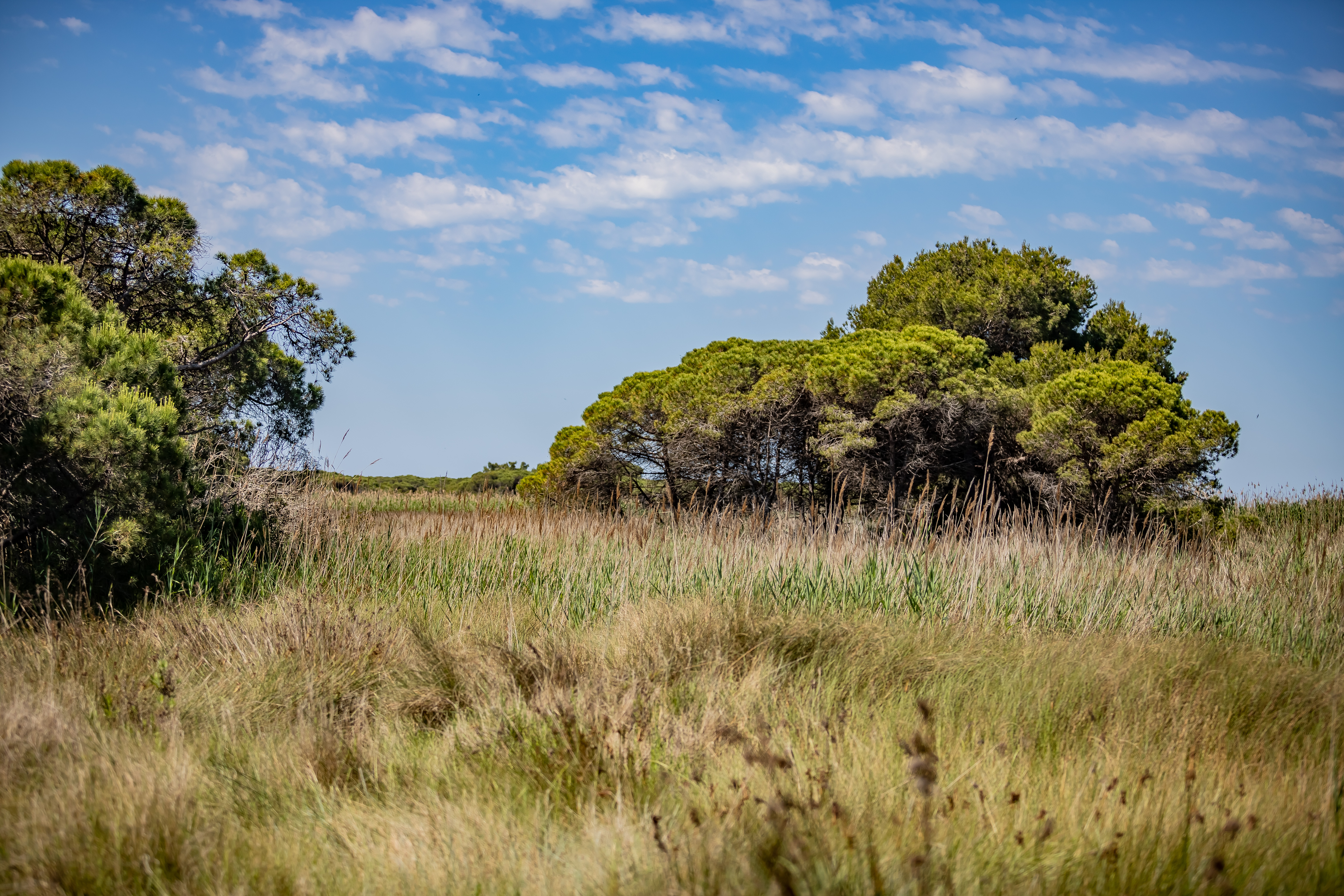
Una maresma.
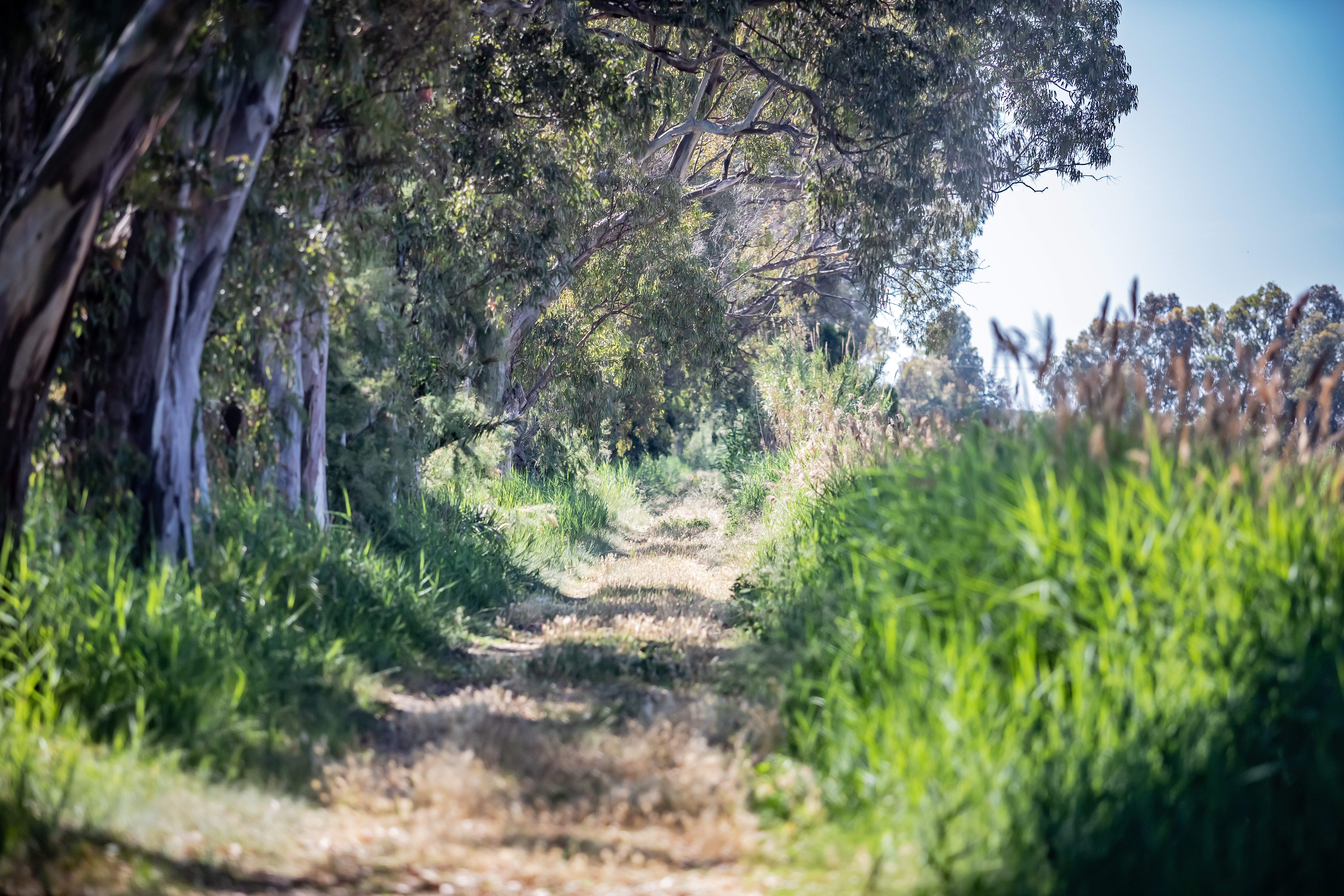
Camí agrícola.
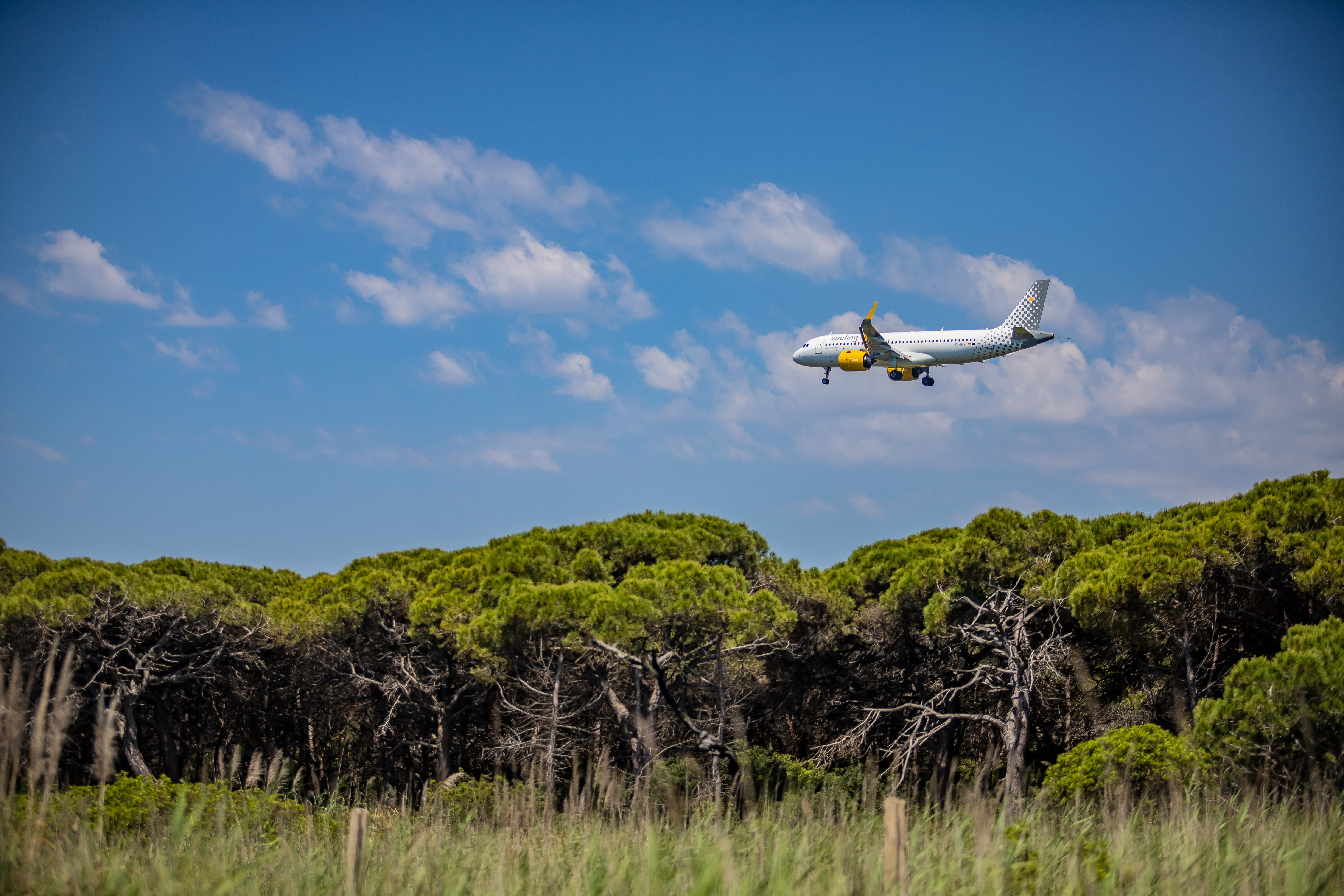
Un avió sobrevola una pineda, a la Ricarda.
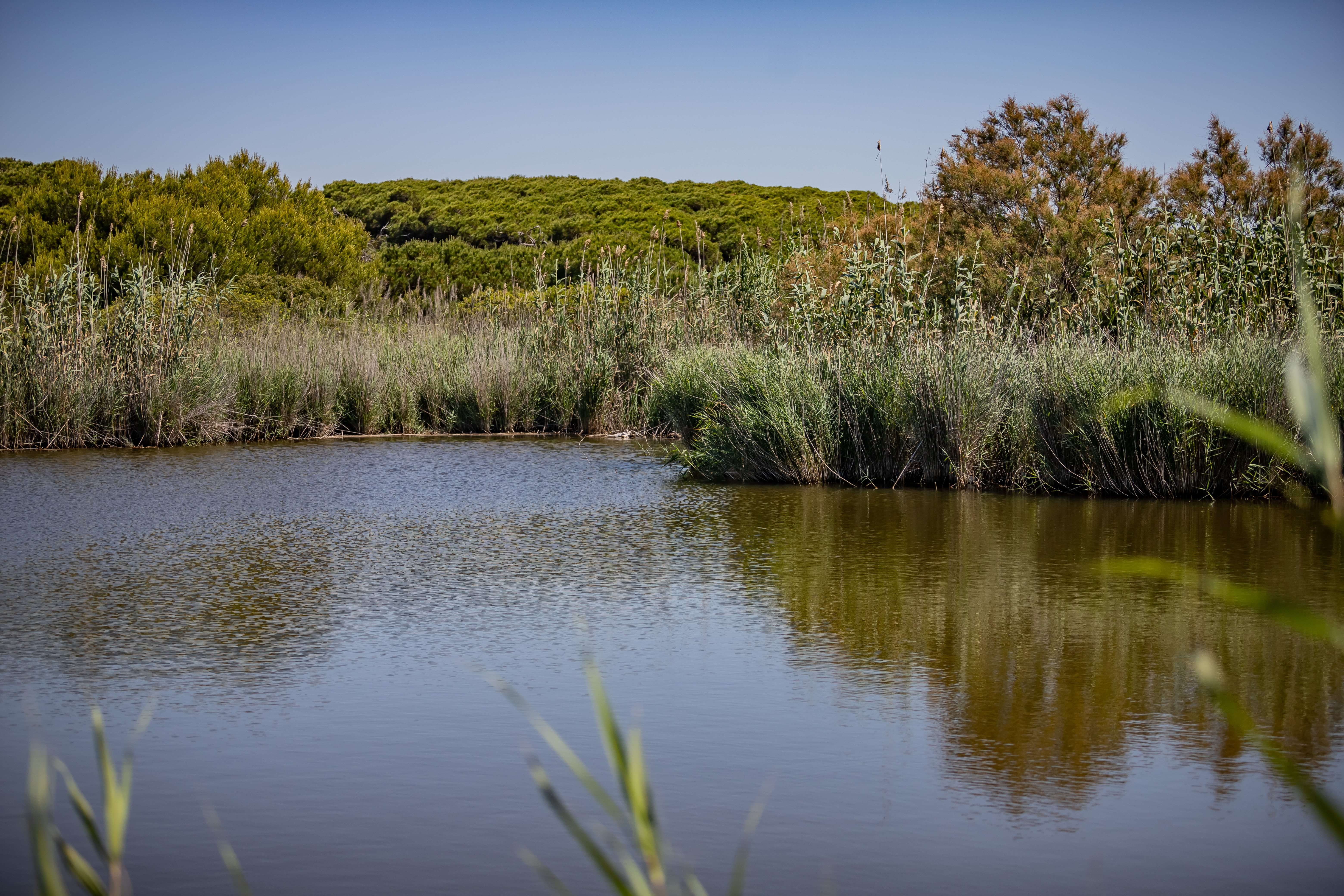
Detall de la llacuna principal.

## Història

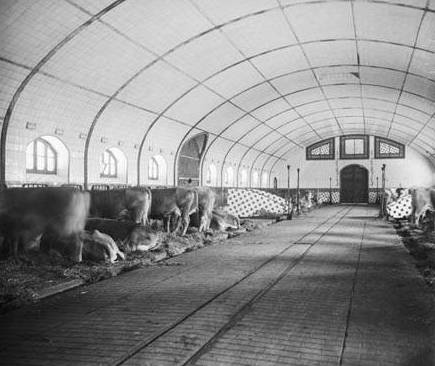
Interior de la Granja de la Ricarda, quan funcionava com a lleteria.

Propietat de la Casa de la Maternitat de Barcelona fins a la desamortització, la Ricarda al segle XIX era un terreny remot, pantanós i pràcticament verge dins del Delta del Llobregat. La finca, que originàriament tenia una extensió d'unes 300 hectàrees, el doble del que es conserva actualment, fou subhastada el 1865 i va passar per diverses mans, fins que 1901 la va adquirir Manuel Bertrand i Salses i més tard va passar a mans del seu fill i hereu Eusebi Bertrand i Serra, un dels màxims exponents de la burgesia tèxtil catalana. Aquesta família d'industrials va convertir la finca en un espai d'experimentació i innovació agrària, a més d'una zona d'esbarjo i estiueig de les classes altes barcelonines.
Un dels principals exponents dels esforços d'innovació agrària impulsats a la finca va ser la Granja de la Ricarda, erigida el 1909. Quan es va construir aquesta granja lletera, incorporava les solucions arquitectòniques i les tècniques més modernes existents a Europa en aquella època. Per exemple, l'enrajolat, fàcil de netejar, permetia mantenir als estables unes bones condicions higièniques. A més a més, Manuel Bertrand i més tard el seu fill Eusebi Bertrand van impulsar la recuperació d'alguns terrenys pantanosos per fer-hi explotacions agràries.

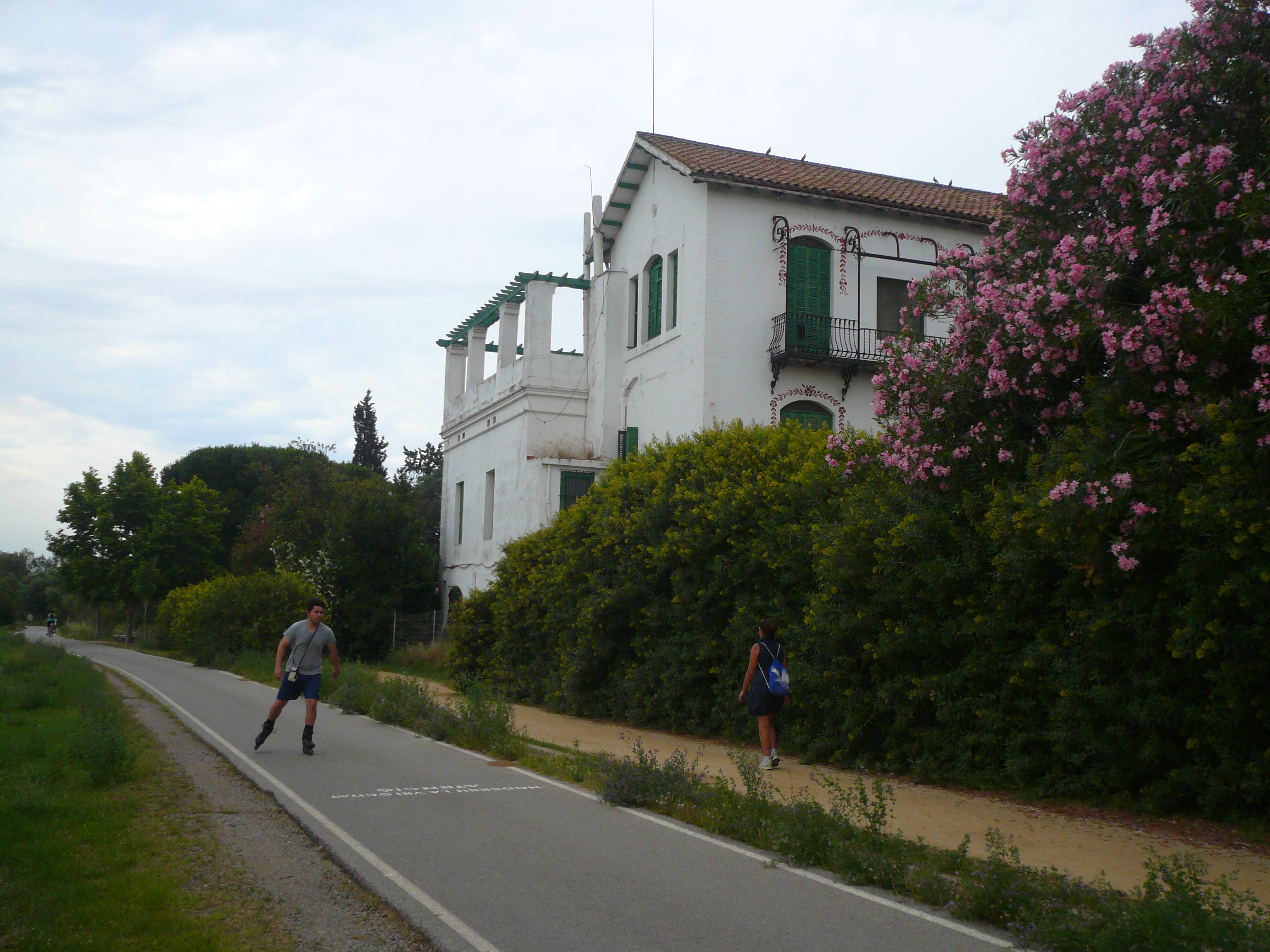
La masia de Cal Vallejo o Torre de la Ricarda, amb els seus característics esgrafiats.

Un altre testimoni de l'impuls modernitzador dels Bertrand a la finca va ser la construcció d'un edifici de telegrafia, obra de Josep Puig i Cadafalch.
En paral·lel, altres zones de la finca es van conservar com a vedats de caça i punts d'esbarjo i lleure per a la burgesia industrial en auge durant la primera meitat del segle xx. Els Bertrand hi convidaven al paratge artistes i intel·lectuals com Enric Granados i hi organitzaven certamens de caça i carreres de cavall. A més de la masia originària que hi havia a la finca, la de Cal Vallejo o Torre de la Ricarda, els descendents d'Eusebi Bertrand van construir a la costa quatre cases d'estiueig, entre les quals hi ha la Casa Gomis, que durant el franquisme es va convertir en un punt de trobada d'intel·lectuals i artistes avantguardistes.
L'ampliació de l'aeroport de principis del segle XXI, que va incloure la construcció de la tercera pista, va escapçar bona part de la finca. La Granja de la Ricarda es va haver de desmuntar i traslladar a un nou emplaçament, on avui en dia acull esdeveniments com la Fira Avícola de la Raça Prat. L'edifici de la telegrafia, inclòs al catàleg de patrimoni del Prat de Llobregat, es conserva avui en dia dins del recint de les pistes de l'aeroport.
Pel que fa a la llacuna de la Ricarda, l'ampliació va afectar les escorrenties d'aigua que l'alimentaven. Per això la declaració d'impacte ambiental  (DIA) de l'ampliació de les pistes preveia l'aportació artificial d'aigua per part d'Aena. L0incompliment d'Aena d'aquesta obligació prevista a la DIA ha perjudicat fins avui en dia la qualitat de l'aigua de la llacuna.

## La Casa Gomis

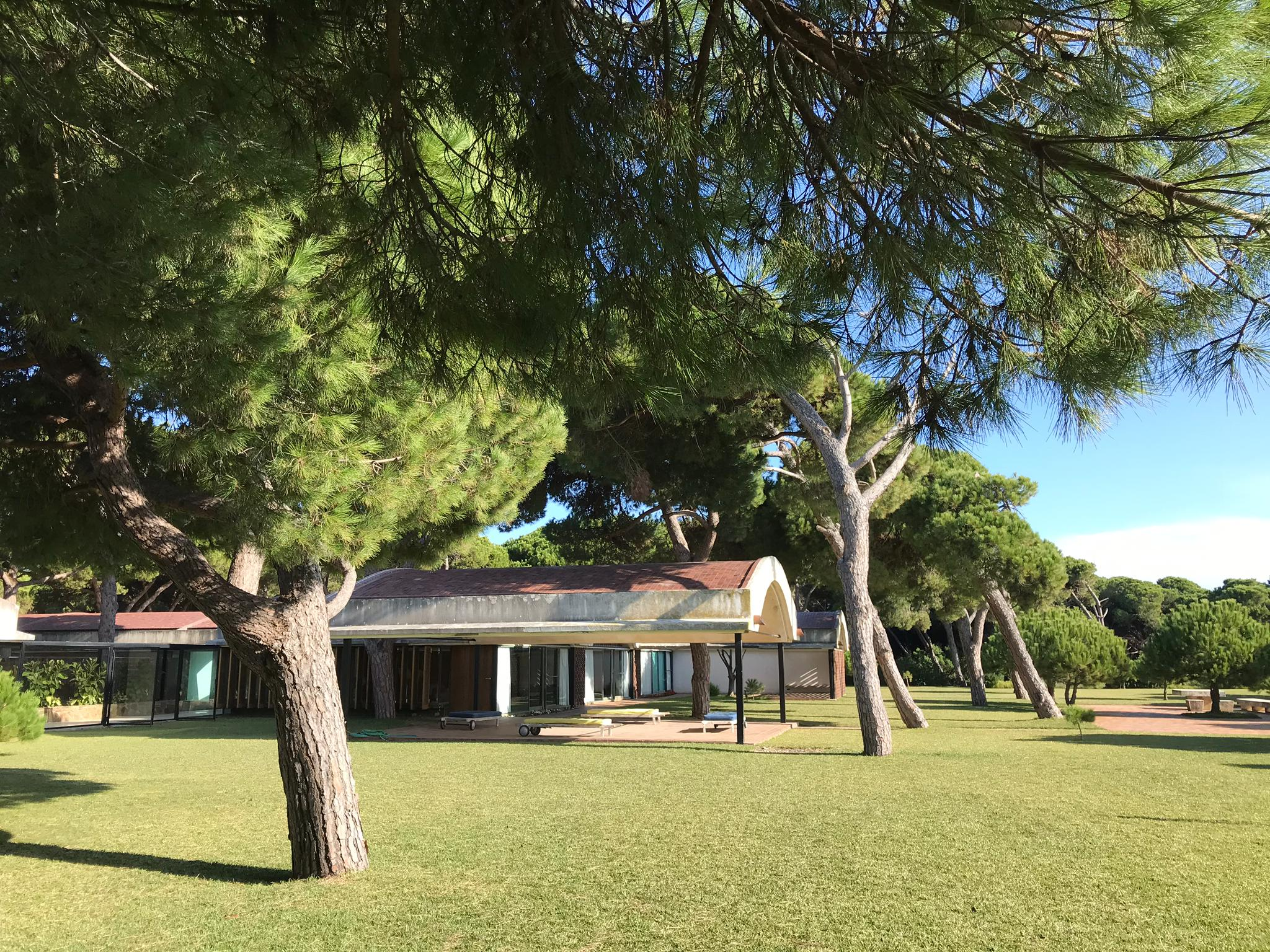
Casa Gomis, al paratge de la Ricarda.

Projectada entre els anys 1949 i 1956 per l'arquitecte Antoni Bonet, la Casa Gomis, enclavada al paratge de la Ricarda és un dels principals exponents de l'arquitectura moderna a Catalunya. Va ser encarregada per la família Gomis-Bertran a l'arquitecte Antoni Bonet, un dels referents del Moviment Modern i membre del Grup d’Arquitectes i Tècnics per al Progrés de l’Arquitectura Contemporània.
Destaca per les seves formes geomètriques quadrades, amb espais diàfans, i una harmonia amb l'entorn i el paisatge de la zona. No obstant, el tret més característic d’aquest indret n'és la coberta en volta de nou metres, inspirada en la volta catalana però amb criteris moderns. L'any 1997 els arquitectes Fernando Álvarez i Jordi Roig en van començar la restauració. El 2021 va ser reconeguda per la Generalitat com a Bé Cultural d'Interès Nacional en la categoria de Monument Històric, inclosos també el jardí i bosc de pins que l'envolta i la torre de l’aigua, situada a 15 metres.
L'any 2024 la Casa Gomis va ser inclosa com a seu de la quinzena edició de Manifesta, Biennal Nòmada Europea, celebrada a l'Àrea Metropolitana de Barcelona.
El gener del 2025 l'esta va adquirir la Casa Gomis i el ministre de Cultura Ernest Urtasun (Comuns/Sumar) va anunciar la intenció de fer-ne un centre cultural obert al públic.

El secretari d'Estat de Cultura Jordi Martí definia així el significat d'aquest espai:
"Tres idees contemporànies ressonen a la Casa Gomis com a vestigi d’un futur recobrat: la primera, la necessitat d'unes elits preocupades per alguna cosa més que l’acumulació dels beneficis; la segona, que menys es més: la contenció com a instrument de progrés just; i la tercera, el compromís amb l’entorn, que ara no pot ser sinó compromís amb la preservació del lloc i els seus ecosistemes, on la Ricarda s'erigeix com un espai d’esperança i resistència davant dels somnis monstruosos del creixement pel creixement. Així, si combinem les tres idees, potser, qui sap, ens adonem que un aeroport amb més de 70 milions de viatgers no és la millor opció per a un indret tan carregat de futur."

## Polèmica pels plans d'ampliació de l'aeroport del Prat

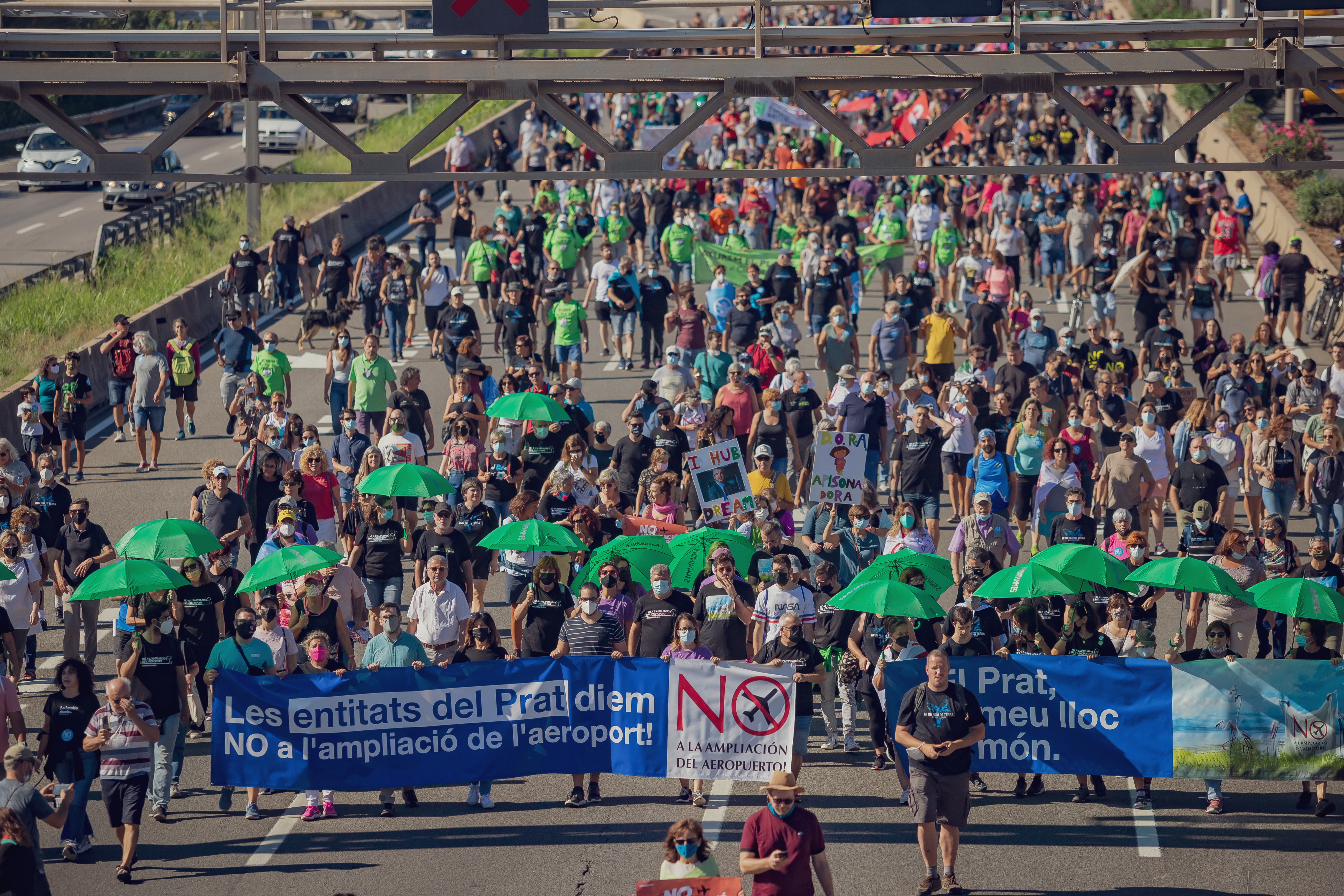
Ciutadania del Prat talla la C-31 per acudir a la manifestació contra l'ampliació de l'aeroport, el setembre del 2021.

A inicis del 2020 i especialment a partir de la primavera del 2021, Aena va defensar la necessitat d'ampliar la tercera pista de l'aeroport del Prat. Atès que el paratge natural protegit de la Ricarda limita amb l'aeroport, qualsevol ampliació física d'aquesta infraestructura suposaria necessàriament la destrucció d'espais protegits per les normatives ambientals europees. Per això els plans d'Aena van generar una forta reacció d'oposició des de bell antuvi.
El plenari de l'Ajuntament del Prat de Llobregat, presidit per Lluís Mijoler, ha aprovat en diverses ocasions i de forma unànime declaracions en contra de l'ampliació de l'aeroport i en defensa del Delta del Llobregat, i ha sostingut que una ampliació d'aquestes característiques és especialment perjudicial en l'actual context d'emergència climàtica. Més de 50.000 persones i gairebé un miler d'entitats de tota Catalunya han donat suport a aquest posicionament.
A més d'aquest rebuig institucional, els plans d'ampliació d'Aena han suscitat també un fort rebuig social. El setembre del 2021, desenes de milers de persones es van manifestar contra aquest projecte a Barcelona, convocats per tres centenars d'entitats. Així mateix la majoria de la població de Catalunya es mostra contrària a l'ampliació, segons l'enquesta Òmnibus del Centre d'Estudis d'Opinió de la Generalitat de Catalunya. Segons aquest estudi, el 48,2% dels enquestats s'oposa a l'ampliació "encara que no tingui un impacte ambiental".